# 黃嘉欣
黃嘉欣（英語：Wong Ka Yan, Angel，1986年—），曾就讀於裘錦秋中學（元朗），香港女子運動攀登選手及教練。曾六度（2010、2013、2014、2016、2017、2023年）贏得長洲搶包山比賽女子組冠軍，有「包山后」的稱譽。

## 簡歷

### 初接觸攀登運動
黃嘉欣在葵涌邨長大，自小熱愛運動，曾是籃球、田徑、越野賽跑等校隊成員。她曾連續兩次參加香港中學會考，但都未能獲得五科及格，當時面對著失學、失業、失戀、失去朋友的「四失」局面，人生陷入谷底，後因遇上攀石運動才重拾自信。導師認為她甚具潛質，而她亦漸漸迷上攀登運動，在不足兩年間便考得一級和二級證書，更在2008年正式成為攀登教練，亦成為香港運動攀登集訓隊隊員。

### 長洲搶包山比賽

#### 首奪「包山后」

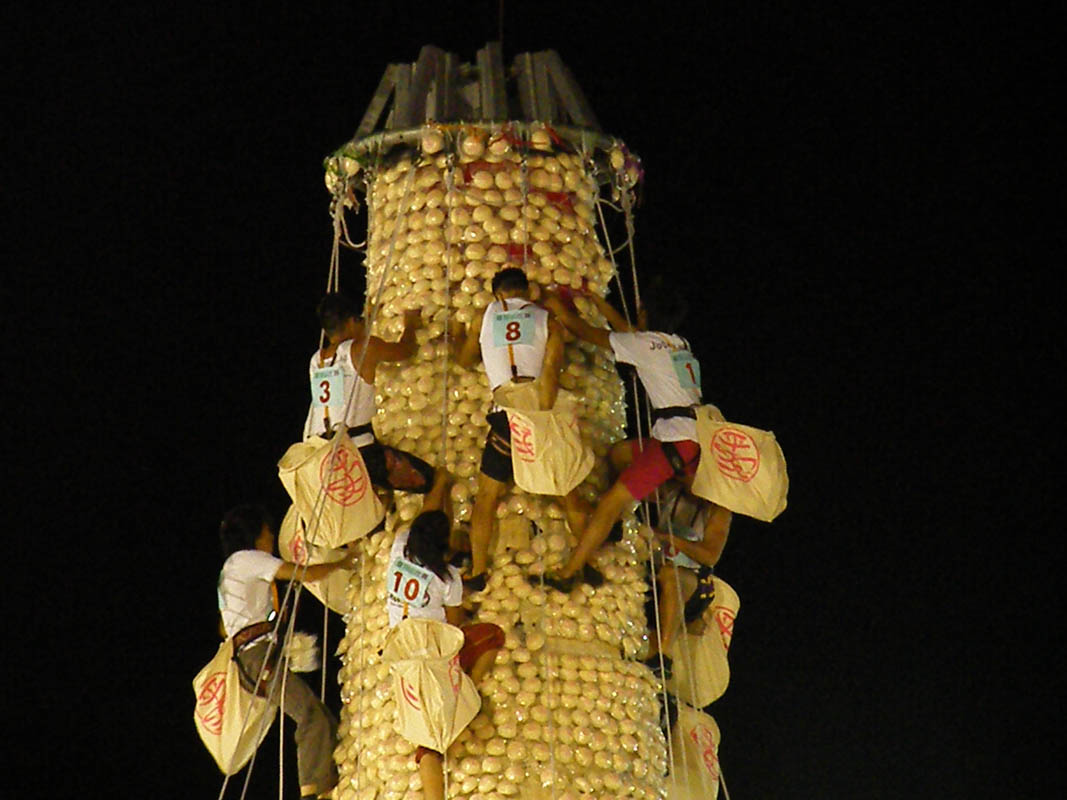
黃嘉欣（參賽選手10號）正在參與2010年舉行的長洲搶包山比賽。

2005年，黃嘉欣首次注意到長洲搶包山比賽，她在報紙看到很多參與攀石運動的朋友都有參加比賽，於是也想試試。她在初時的成績只能當後備參賽者，因為當時的搶包山比賽只有12個正選名額，而且不分男、女子組。後來，她跟一些女性參賽者建議主辦方將男、女子組分拆，主辦方及至2009年終於同意，在12個名額中預留兩個名額給女性參加者，但維持男女同時作賽，只有一個冠軍。
再到2010年，主辦方再改制度，給予女性參加者的名額增至3名，且男、女子分開計分，各有一名冠軍。由該年開始，搶包山比賽才首次出現「包山后」，而黃嘉欣也在該年以603分的成績，成為香港首個「包山后」，她在賽後將冠軍獎盃送給母親。

#### 完成四連霸
2013年，黃嘉欣在長洲搶包山比賽中以720分的成績，擊敗前兩屆的冠軍「蜘蛛女」鄭麗莎，重奪失落的寶座。一年後，她再以747分衛冕女子組冠軍。
2015年，黃嘉欣在選拔賽中憑11秒31的佳績，以第一名的身分晉身決賽；不過，大會最後卻因長洲晚上突然下大雨，取消了當晚的比賽並不設補賽。次年，黃嘉欣再次在選拔賽中以12秒49首名出線，並在決賽中以438分奪得三連冠。
在2017年的搶包山比賽決賽中，女子組參賽的三人中只有黃嘉欣能在時限前返回地面，成功完成四連霸，並成為五屆「包山后」。然而，在翌年的決賽中，她卻因未能在限時內落地而被取消資格，因而失落了連續三屆取得冠軍才有的「包山后中后」殊榮。

### 其他攀登運動
除較為知名的「包山后」身分外，黃嘉欣的正職為運動攀登選手及教練，曾奪得2016年全國自然岩壁精英賽女子難度速度冠軍、2016年香港速度攀登賽女子公開組亞軍、2017年香港抱石錦標賽女子公開組第四名（香港代表最佳成績）、2018年亞洲杯女子抱石第七名等等。
黃嘉欣也是香港首位攀冰運動員，曾代表香港參加2011年3月在俄羅斯基洛夫舉行的攀冰世界盃分站，分別在速度賽和難度賽拿得第14名和第22名。
此外，黃嘉欣亦是攀樹選手及教練，曾在攀樹比賽中多次獲獎，包括2016年亞太攀樹錦標賽女子速度賽冠軍、2016年新加坡爬樹冠軍賽速度攀爬冠軍、2017年中國攀樹錦標賽暨廈門國際邀請賽的大師挑戰賽冠軍等，又曾在歷年的香港攀樹錦標賽中贏得多個獎項。

### 備戰東京奧運
在得知2020年東京奧運會將增加運動攀登項目後，黃嘉欣決定辭去穩定工作，憑著全職訓練和兼職教練收入，想要達成「奧運夢」。